# Półpustynia

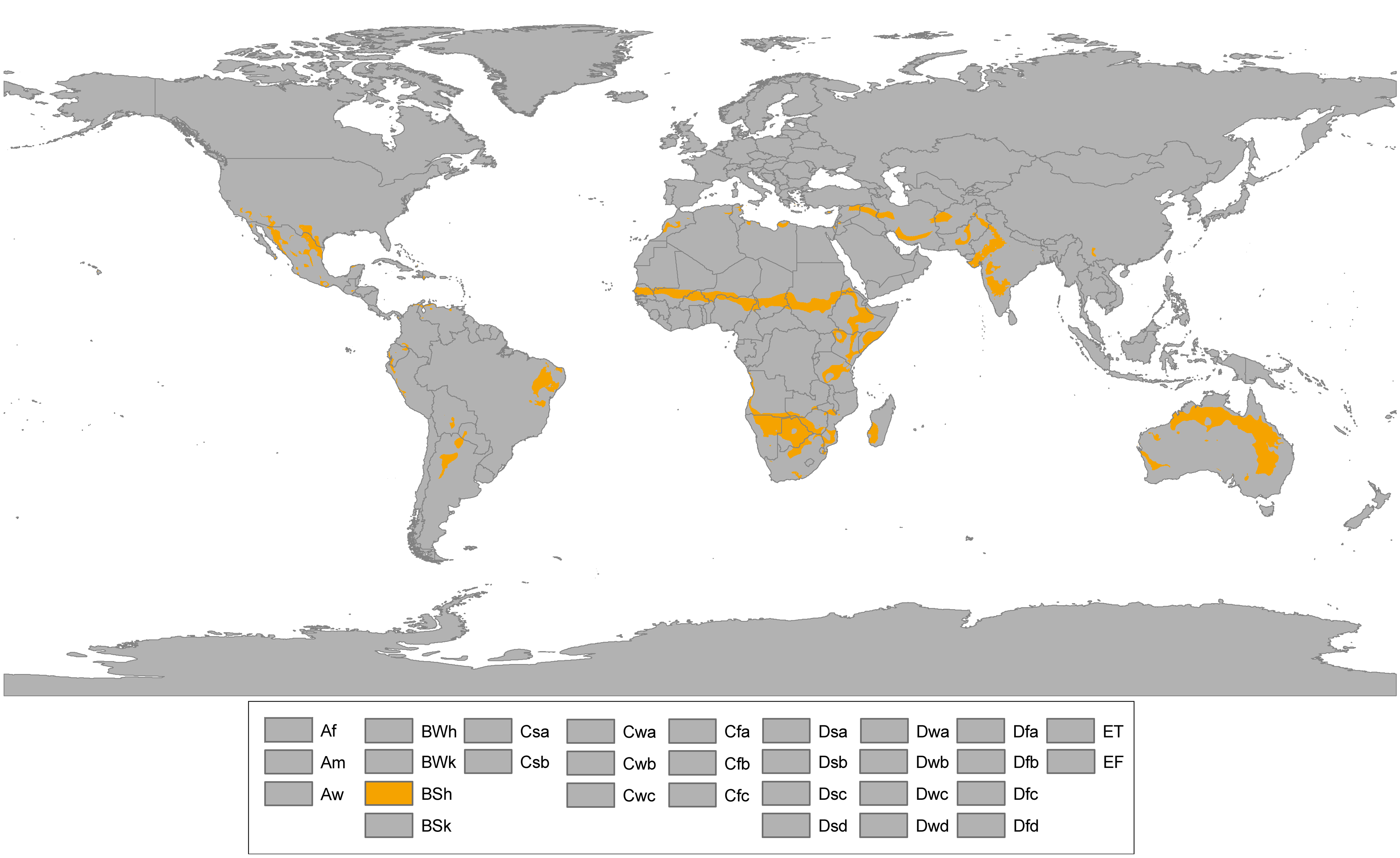
Półpustynie na kuli ziemskiej (kolor żółty)

Półpustynia – teren o bardzo skąpej i mało zróżnicowanej roślinności, pokrywającej od 10 do 50% powierzchni, jednak bujniej rozwiniętej niż na pustyniach. Występują na niej gatunki przystosowane do warunków dotkliwej suszy, podobnie jak w obszarach pustynnych. Są to suchorosty i sukulenty. 
Obszary półpustynne występują głównie w strefach brzeżnych pustyń. Półpustynie są bardzo podobne do pustyń.